# Pararethona hierax
Pararethona hierax är en fjärilsart som beskrevs av William Lucas Distant 1897. Pararethona hierax ingår i släktet Pararethona och familjen tandspinnare. Inga underarter finns listade i Catalogue of Life.